# Борден (авіабаза)
База Канадських збройних сил Борден (англ.  Canadian Forces Base Borden, CFB Borden) — база Канадських збройних сил, розташована у графстві Сімко, Онтаріо.
БКЗС Борден — історичне місце виникнення ВПС Канади, найбільша навчальна база Канадських збройних сил. Базою управляє Навчальна група підтримки Канадських збройних сил, підпорядковується Канадській академії оборони в Кінгстоні.

## Історія
У розпал Першої світової війни, в 1916 р., на місці льодовикової морени на захід від Беррі для тренування частин Канадських експедиційних військ був відкритий військовий табір Борден. У травні 1916 р. Беррійська і Колінгвудська роти 157-го батальйону почали будівництво табору під командуванням підполковника Д. Р. Макларена.
У 1917 р. табір Борден був обраний під розміщення військового аеродрому, ставши першою авіабазою Королівської авіації сухопутних військ Канади. У міжвоєнний період аеродром використовувався як місце тренувань ВПС Канади, тоді ж був перейменований на базу ВПС Канади Борден. У 1938-му навчальний полігон Бордена був розширений і переданий Канадській танковій школі.
В ході Другої світової війни і табір Борден, і база ВПС Канади Борден стали найбільшим канадським тренувальним центром армії і авіафлоту (авіафлоту — за Навчальною авіаційною програмою Великої Британії і Співдружності). До 1946 там було відкрито 1-ше службове льотне училище УАПВС[уточнити]. Допоміжні майданчики знаходилися в Еллістоні і Іденвейлі. Протягом Другої світової війни авіабаза Борден слугувала також освітнім центром для льотчиків ВПС Норвегії, і в Норвегії цей аеродром відомий як «Маленька Норвегія».
Третій посадковий майданчик, відомий в регіоні як Лічс-Філд, використовувався з 1920-х по 1950-ті рр. Цей Г-подібний польовий аеродром був досить нерозвинений: «злітно-посадкові смуги» на Лічс-Філді були прокладені просто по землі. Спочатку його використовували для посадки з негайним злетом після торкання.
У лютому 2019 року на воєнній базі проходили курси розвитку капеланів. З України були 8 представників, в тому числі троє капеланів ПЦУ. 